# Ваулин, Александр Евгеньевич
Александр Евгеньевич Ваулин (18 марта 1957, Сысерть — 23 января 2008, там же) — российский шахматист, гроссмейстер (1994). Мастер спорта СССР (1986).

## Биография
Занимался шахматами у тренера Александра Лысенко. Под его наставничеством Александр стал чемпионом РСФСР среди юношей (1973), а в финале юношеского финала СССР до последнего тура боролся за медали с Артуром Юсуповым, Владимиром Маланюком и Григорием Кайдановым, но проиграл решающую партию. Финалист всесоюзного чемпионата ДСО «Урожай» (1974).
Отслужив в армии, во второй половине 80-х Александр Ваулин вышел на арену сильных советских турниров. Всесоюзный отборочный турнир в Пинске (1986) принес шахматисту без рейтинга не только внушительный стартовый коэффициент 2420, но и звание мастера спорта СССР.
В 90-х годах начал играть в европейских турнирах. Отличился в Кечкемете, Белграде, Пардубице и других крупных соревнованиях. Вскоре рейтинг Ваулина пересек отметку 2550, россиянин выполнил все баллы гроссмейстера и получил звание (1994).
Неоднократный чемпион Свердловской области, победитель и призёр многих международных турниров. В командных чемпионатах России выступал за «Агат» (Екатеринбург), неоднократно завоевывал медаль на доске, а в 2000 году занял второе место в чемпионате страны в составе команды «Томск-400». Выходил в финалы Кубка России 1997 и 2001 годов, во втором из них занял третье место.
Погиб 23 января 2008 года — был найден мертвым в своей квартире в Сысерти с множественными ножевыми ранениями. Следствие показало, что гроссмейстера убил родственник, нуждавшийся в сравнительно небольшой сумме денег. Похоронен на городском кладбище Сысерти.

## Память
В Екатеринбурге ежегодно проводится турнир по шахматам "Мемориал А.Е. Ваулина"

## Изменения рейтинга
| Графики недоступны из-за технических проблем. См. информацию на Фабрикаторе и на mediawiki.org. |